# Peder Rasmussen
Peder Rasmussen är en svensk docent i barnneurologi och överläkare vid barnneuropsykiatriskakliniken vid Drottning Silvias barnsjukhus, Sahlgrenska Universitetssjukhuset.
Rasmussen är dock mest känd från sitt deltagande i kontroverserna angående den så kallade "Gillbergruppen" i vilken han själv var en framstående medlem, som skötte den så kallade Göteborgsstudien om barn med DAMP inom vilken Rasmussen bland annat var med och förstörde 22 hyllmeter forskningsmaterial tillsammans med en annan kollega och Gillbergs fru.